# Francesca Schiavo
Francesca Schiavo (Roma, 27 agosto 1970) è un'attrice e cantante italiana.

## Biografia
Inizia a cantare all'età di circa 16 anni. Nel 1990 diventa voce solista de L'Orchestra Italiana di Renzo Arbore, con cui realizza due album: Napoli Punto e a capo e Napoli Due Punti. E a capo; inoltre canta in numerosissimi concerti in tutto il mondo, esibendosi anche alla Radio City Music Hall e al Madison Square Garden di New York.
Lasciata l'Orchestra Italiana, inizia la carriera da cantante solista. Nel 1993, partecipa a Sanremo Giovani con il brano Voce e notte, canzone che le permette di salire sul palco dell'Ariston.
Nel 1994 e nel 1995 partecipa al Festival di Sanremo rispettivamente con i brani Il mondo è qui (scritto da Varo Venturi), col quale arriva all'ottavo posto, subito dopo Giorgia, nella categoria "Nuove Proposte", e Amore e guerra (firmato da Sergio Cammariere), nella categoria "Campioni", che però non arriva in finale.
Nello stesso periodo, partecipa alla trasmissione televisiva Mina contro Battisti, interpretando i brani L'importante è finire e La banda, canzoni che saranno inserite nell'omonimo album che ottiene il Disco di platino.
Nel 1996, esordisce come attrice nel film Cresceranno i carciofi a Mimongo, diretta da Fulvio Ottaviano. Per l'occasione Francesca canta il brano contenuto nella colonna sonora del film Credimi, che viene inciso su CD singolo e di cui viene realizzato anche un videoclip. Nel 1998 è la co-protagonista di Coppia omicida, insieme a Laura Morante, per la regia di Claudio Fragasso.
Nel 2003, in ricordo di Roberto Murolo, partecipa all'album Ciao Roberto, cantando assieme a Nino Buonocore Solamente nuje.
Tra i suoi altri lavori come attrice: il film TV Sotto la luna (1998), regia di Franco Bernini, le miniserie TV Lui e lei 2 (1999), regia di Elisabetta Lodoli e Luciano Manuzzi, e Angelo il custode (2001), regia di Gianfranco Lazotti, e il film Nazareno (2007), regia di Varo Venturi.

## Discografia

### Da solista
Album in studio
- 1993 – Schiavo (It, CD 74321 145122)
- 1994 – Losaicivuoleamore (Micocci IT Dischi, CD 74321 195712)
- 1995 – Francesca!!! (It, 74321-26787-2)
- 2000 – Francesca Schiavo

Singoli/EP
- 1994 – Il mondo è qui
- 1995 – Σε Θέλω (Ti voglio) (BMG, 74321-301252), pubblicato in Grecia
- 1995 – Amore e guerra (It, 74321 27152 2)
- 1996 – Credimi (BMG, 74321467462)
- 1999 – Nun te scurdà (CNI Music, CNDS11142)
- 2001 – Amami/Impenetrabile (F.M.A., FM 22567)

### Con L'Orchestra Italiana
- 1993 – Napoli. Punto e a capo (Elektra Musician, 61528-2)
- 1994 – Napoli due punti. E a capo

### Apparizioni
- 1994 – SuperSanremo '94, con il brano Il mondo è qui (Columbia, COL 475948).
- 1994 – Tu si' 'Na cosa grande, con il brano Luna rossa (De Agostini, 94CN03-2).
- 1995 – Mina contro Battisti - Le canzoni della nostra vita, con i brani L'importante è finire e La banda (RTI Music, RTI 0214-2).
- 1995 – Stefanos Korkolis, con il brano Ti voglio (Se thelo) (RCA Records, 74321).
- 1995 – Sanremo '95, con il brano Amore e guerra (RTI Music, RTI 1082-4).
- 1995 – Made in Italy, con il brano Kyrie (Compact Disc Club, GR 175), pubblicato in Grecia.
- 1995 – 45º Festival della Canzone Italiana - Sanremo '95 2, con il brano Amore e guerra.
- 1996 – Το Χρυσό Πακέτο '96, con il brano Σε Θέλω (Ti voglio)(Chart Records, BSW 483527-2), pubblicato in Grecia.
- 1997 – I grandi successi, con il brano Amore e guerra (Dino Music, DNCD 1512), pubblicato nei Paesi Bassi.
- 1997 – Ντουέτα, con il brano Σε Θέλω (Ti voglio)(Chart Records, BSW 487278-2), pubblicato in Grecia.
- 1998 – Viva Mina, con i brani L'importante è finire e La banda (RTI Music, SP 61192).
- 1998 – Ερωτικά tου kαλοκαιριού, con il brano Σε Θέλω (Ti voglio)(Chart Records, GR CD 543), pubblicato in Grecia.
- 1999 – Compagnia Nuove Indye 2, con il brano Nun te scurdà (Compagnia Nuove Indye, CNDL11140 III - IV).
- 2003 – Ciao Roberto, con il brano Sulamente nuje, in coppia con Nino Buonocore.
- 2007 – Audizioni Piedigrotta 2007, con il brano Uocchie 'e paura (Gennarelli Bideri, FDM391207).
- 2017 – Arbore plus, con il brano 'Na sera 'e maggio (Sony Music, 88985495822).

## Filmografia

### Cinema
- Cresceranno i carciofi a Mimongo, regia di Fulvio Ottaviano (1996)
- Cosmos Hotel, regia di Varo Venturi, cortometraggio (1997)
- Coppia omicida, regia di Claudio Fragasso (1998)
- Don Giovanni, regia di Varo Venturi, cortometraggio (1998)
- Quando una donna non dorme, regia di Nino Bizzarri (2000)
- Nazareno, regia di Varo Venturi (2007)
- 6 giorni sulla Terra, regia di Varo Venturi (2011)
- Il diario di Otello (2015)

### Televisione
- Lui e lei 2 – serie TV (1999)
- Sotto la luna, regia di Franco Bernini – film TV (1998)
- Don Matteo – serie TV, episodio 2x02 (2001)
- Angelo il custode – serie TV (2001)